# Françoise Mbangová Etoneová
Françoise Mbangová Etoneová (* 14. dubna 1976, Yaoundé) je kamerunská atletka, dvojnásobná olympijská vítězka a dvojnásobná vicemistryně světa v trojskoku.
Reprezentovala již na letních olympijských hrách 2000 v Sydney, kde ve finále skončila na desátém místě (13,53 m). O čtyři roky později získala v Athénách zlatou olympijskou medaili. Její nejdelší pokus měřil 15,30 m. V roce 2008 se ji podařilo na olympiádě v Pekingu obhájit zlatou medaili. Její vítězný pokus měřil 15,39 m. Tímto pokusem se zařadila na druhé místo historických tabulek. Lepší skok v celé historii předvedla jen Inessa Kravecová, která drží světový rekord výkonem 15,50 m. Na třetím místě tabulek je Ruska Taťána Lebeděvová (15,34 m), která v Pekingu získala stříbro za výkon 15,32 m.
Dvakrát vybojovala stříbro na MS v atletice (Edmonton 2001, Paříž 2003) a stříbro získala také na halovém MS 2003 v Birminghamu, kde ve finále nestačila jen na Britku Ashiu Hansenovou.

## Osobní rekordy
- hala – 14,88 m – 15. březen 2003, Birmingham
- dráha – 15,39 m – 17. srpen 2008, Peking